# Björn Gelotte
Björn Gelotte (nacido el 27 de agosto de 1975 en Gotemburgo) es compositor y guitarrista de la banda sueca de death metal melódico In Flames. Su ingreso se produjo luego que el baterista Daniel Erlandsson dejara la banda, convirtiéndose así en su baterista para los siguientes dos álbumes, The Jester Race y Whoracle. Gelotte pasa a su actual posición en las guitarras luego que Glenn Ljungström dejara la banda. Para llenar la vacante en la batería, In Flames contrata los servicios de Daniel Svensson.

## Otros proyectos
Antes de unirse a In Flames, Björn Gelotte era miembro de Sights.
Actualmente está involucrado en un proyecto llamado All Ends, para la cual Gelotte y su compañero en In Flames, Jesper Strömblad, escriben las canciones. La hermana de Björn es uno de los cantantes de All Ends. Gelotte y Strömblad no planean hacer presentaciones en vivo con All Ends debido al exigente calendario de In Flames.

## Equipo

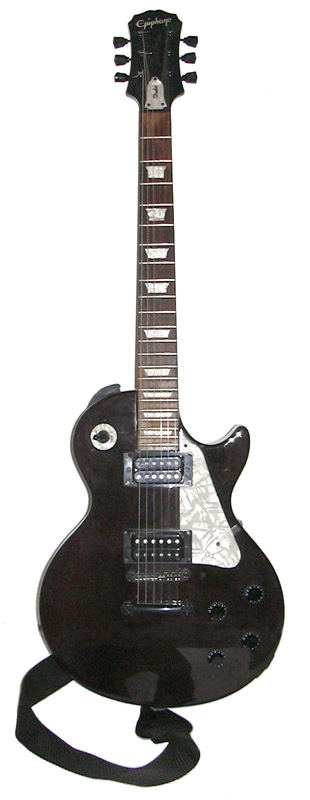
Les Paul.

La guitarra utilizada por Björn Gelotte es una Gibson Les Paul Custom con Humbuckers EMG 85, además usa guitarras ESP Eclipse. También utiliza amplificadores Peavey 5150 II, ahora conocida como la serie 6505 y otros equipos, cuerdas personalizadas Dunlop, y plumillas Dunlop Tortex.88 MM. En las antiguas grabaciones de In Flames, tanto Björn y co-guitarrista Jesper Strömblad afinaban sus guitarras Do, Fa, La#, Re#, Sol, Do. En sus más recientes grabaciones utilizan la misma afinación con la sexta cuerda (Do) afinada como La#, en algunas de las pistas.

## Discografía
con In Flames
- The Jester Race: 1996 (Wrong Again Records)
- Black-Ash Inheritance EP: 1997 (Nuclear Blast)
- Whoracle: 1997 (Nuclear Blast)
- Colony: 1999 (Nuclear Blast)
- Clayman: 2000 (Nuclear Blast)
- The Tokio Showdown (Álbum En Vivo): 2001 (Nuclear Blast)
- Reroute to Remain: 2002 (Nuclear Blast)
- Trigger EP: 2003 (Nuclear Blast)
- Soundtrack To Your Escape: 2004 (Nuclear Blast)
- Come Clarity: 2006 (Nuclear Blast)
- The Mirror's Truth EP: 2008 (Nuclear Blast)
- A Sense of Purpose: 2008 (Nuclear Blast/Koch Records)
- Sounds of a Playground Fading: 2011 (Century Media)
- Siren Charms: 2014 (Epic Records)
- Battles: 2016
- I, the Mask: 2019

con Flesh of Sights
- Sights (Demo) - 1993

como invitado
- Avatar - Schlacht - solo de guitarra en la canción "Letters from Neverend" - 2007
- Pendulum - Immersion - guitarra en la canción "Self vs Self" - 2010
- Dark Tranquillity - Atoma - guitarra líder en la canción "Force of Hand" - 2016